# Лоренц, Макс Отто
Макс Отто Лоренц (англ. Max Otto Lorenz; 19 сентября 1876, Берлингтон, Айова — 1 июля 1959, Саннивейл, Калифорния) — американский математик и экономист, автор знаменитой «кривой Лоренца» (опубликована в 1905 г.), геометрически отражающей степень дифференциации доходов. Учился в Висконсинском университете. Работал в различных государственных учреждения США.

## Основные произведения
- «Методы измерения концентрации богатства» (Methods of measuring the concentration of wealth, 1905);
- «Основы экономической теории» (Outlines of Economics, 1908, в соавторстве с Р. Эли, Т. Адамсом и Э. Янгом)